# 安格馬山脈
在托爾金（J. R. R. Tolkien）小說的中土大陸，安格馬山脈（Mountains of Angmar）是北部的一個山脈，西起自迷霧山脈（Misty Mountains）北端的剛達巴山（Gundabad）。
邪惡的國度安格馬（Angmar）以此山脈為名。安格馬山脈曾有半獸人和矮人居住。安格馬的都城卡恩督（Carn Dûm）位於安格馬山脈的西麓。